# ألكسندر إل. وولف
ألكسندر إل. وولف (بالإنجليزية: Alexander L. Wolf) هو عالم حاسوب وأستاذ جامعي أمريكي، ولد في 12 سبتمبر 1956 في نيويورك في الولايات المتحدة.